# Reichstagswahlkreis Regierungsbezirk Kassel 2

Die Wahlkreisaufteilung des Deutschen Reichs.

Der Reichstagswahlkreis Regierungsbezirk Kassel 2 (in der reichsweiten Durchnummerierung auch Reichstagswahlkreis 194; nach den Kreisen im Wahlkreis auch Reichstagswahlkreis Kassel-Melsungen genannt) war der zweite Reichstagswahlkreis im Regierungsbezirk Kassel der preußischen Provinz Hessen-Nassau für die Reichstagswahlen im Deutschen Reich und im Norddeutschen Bund von 1867 bis 1918.

## Wahlkreiszuschnitt
Er umfasste die ehemaligen kurhessischen Kreise Kassel-Stadt, Kassel-Land und Melsungen.
| Jahr | Einwohner |
| ---- | --------- |
| 1890 | 150.916   |
| 1895 | 165.181   |
| 1900 | 187.228   |
| 1905 | 212.026   |
| 1910 | 231.331   |

|      | Landwirtschaft | Industrie und Gewerbe | Handel und Dienstleistungen |
| ---- | -------------- | --------------------- | --------------------------- |
| 1895 | 23,3           | 43,3                  | 33,4                        |
| 1907 | 17,7           | 49,3                  | 33,0                        |

|      | Evangelisch | Katholisch |
| ---- | ----------- | ---------- |
| 1890 | 92,2        | 5,2        |
| 1905 | 91,2        | 6,4        |
| 1910 | 91,3        | 6,2        |

## Abgeordnete
| Wahl                                | Abgeordneter            | Partei | Bild |
| ----------------------------------- | ----------------------- | ------ | ---- |
| Reichstagswahl Februar 1867         | Hermann Weigel          | NL     | 0    |
| Reichstagswahl August 1867 bis 1880 | Otto Bähr               | NL     | 0    |
| Ersatzwahl 1880 bis 1884            | Philipp Schwarzenberg   | DFP    | 0    |
| Reichstagswahl 1884                 | Franz Lotz              | K      | 0    |
| Reichstagswahl 1887 bis 1891        | Ernst von Weyrauch      | K      | 0    |
| Ersatzwahl 1891 bis 1893            | Friedrich Karl Endemann | NL     | 0    |
| Reichstagswahl 1893 bis 1898        | Gustav Hüpeden          | K      | 0    |
| Reichstagswahl 1898 bis 1903        | Friedrich Karl Endemann | NL     | 0    |
| Reichstagswahl 1903 bis 1912        | Wilhelm Lattmann        | DSozP  |      |
| Reichstagswahl 1912 bis 1918        | Heinrich Hüttmann       | SPD    |      |

## Wahlen

### 1867 (Februar)
Es fand nur ein Wahlgang statt. Die Zahl der Wahlberechtigten betrug 14405. 8677 Stimmen wurden abgegeben, die Wahlbeteiligung betrug 60,2 %.Die Zahl der gültigen Stimmen betrug 8677.
| Kandidat         | Partei   | Stimmen | in %   | Anmerkungen |
| ---------------- | -------- | ------- | ------ | ----------- |
| Friedrich Oetker | NL       | 5452    | 62,8 % | 0           |
| Hermann Weigel   | NL       | 2183    | 25,2 % | 0           |
| Adam Trabert     | VP       | 950     | 10,9 % | 0           |
| 0                | Sonstige | 92      | 1      | 0           |

Friedrich Oetker nahm die Wahl wegen Doppelwahl nicht an (er war im Reichstagswahlkreis Regierungsbezirk Kassel 1 gewählt worden). Er rief zur Wahl seines Parteifreundes Weigel auf, der dann auch gewählt wurde.

### Ersatzwahl 1867 (1)
Bei der Ersatzwahl am 11. März 1867 fand nur ein Wahlgang statt. Die Zahl der Wahlberechtigten betrug 14405. 7312 Stimmen wurden abgegeben, die Wahlbeteiligung betrug 50,8 %. Die Zahl der gültigen Stimmen betrug 7312.
| Kandidat       | Partei   | Stimmen | in %   | Anmerkungen |
| -------------- | -------- | ------- | ------ | ----------- |
| Hermann Weigel | NL       | 6149    | 84,1 % | 0           |
| Adam Trabert   | VP       | 1129    | 15,4 % | 0           |
| 0              | Sonstige | 34      | 0,5    | 0           |

### 1867 (August)
Es fand nur ein Wahlgang statt. Die Zahl der gültigen Stimmen betrug 4048.
| Kandidat                      | Partei   | Stimmen | in %   | Anmerkungen |
| ----------------------------- | -------- | ------- | ------ | ----------- |
| Hermann Weigel                | NL       | 3473    | 85,8 % | 0           |
| Adam Trabert                  | VP       | 388     | 9,6 %  | 0           |
| Johann Baptist von Schweitzer | SPD      | 134     | 3,3 %  | 0           |
| 0                             | Sonstige | 53      | 1      | 0           |

Hermann Weigel nahm die Wahl wegen Doppelwahl nicht an (er war im Reichstagswahlkreis Regierungsbezirk Kassel 8 gewählt worden).

### Ersatzwahl 1867 (2)
Bei der Ersatzwahl am 24. September 1867 fand nur ein Wahlgang statt. Die Zahl der gültigen Stimmen betrug 6186.
| Kandidat     | Partei   | Stimmen | in %   | Anmerkungen |
| ------------ | -------- | ------- | ------ | ----------- |
| Otto Bähr    | NL       | 4120    | 66,6 % | 0           |
| Adam Trabert | VP       | 2063    | 33,4 % | 0           |
| 0            | Sonstige | 3       | 0      | 0           |

### 1871
Es fand nur ein Wahlgang statt. Die Zahl der Wahlberechtigten betrug 21066. 6783 Stimmen wurden abgegeben, die Wahlbeteiligung betrug 32,2 %.Die Zahl der gültigen Stimmen betrug 6763.
| Kandidat                     | Partei   | Stimmen | in %   | Anmerkungen |
| ---------------------------- | -------- | ------- | ------ | ----------- |
| Otto Bähr                    | NL       | 4059    | 60 %   | 0           |
| Karl Friedrich von Berlepsch | K        | 1700    | 25,1 % | 0           |
| Wilhelm Frick(s)             | SPD      | 994     | 14,7 % | 0           |
| 0                            | Sonstige | 10      | 0,2    | 0           |

### 1874
Es fand nur ein Wahlgang statt. Die Zahl der Wahlberechtigten betrug 22074. 9080 Stimmen wurden abgegeben, die Wahlbeteiligung betrug 41,1 %.Die Zahl der gültigen Stimmen betrug 9024.
| Kandidat         | Partei   | Stimmen | in %   | Anmerkungen |
| ---------------- | -------- | ------- | ------ | ----------- |
| Otto Bähr        | NL       | 5389    | 59,7 % | 0           |
| Wilhelm Frick(s) | SPD      | 2935    | 32,5 % | 0           |
| Wilhelm Hopf     | Part.    | 692     | 7,7 %  | 0           |
| 0                | Sonstige | 8       | 0,1    | 0           |

### 1877
Es fand nur ein Wahlgang statt. Die Zahl der Wahlberechtigten betrug 23943. 12890 Stimmen wurden abgegeben, die Wahlbeteiligung betrug 53,8 %.Die Zahl der gültigen Stimmen betrug 12834.
| Kandidat                  | Partei   | Stimmen | in %   | Anmerkungen |
| ------------------------- | -------- | ------- | ------ | ----------- |
| Otto Bähr                 | NL       | 7116    | 55,5 % | 0           |
| Hermann Schulze-Delitzsch | DFP      | 426     | 3,3 %  | 0           |
| Wilhelm Frick(s)          | SPD      | 4507    | 3,1 %  | 0           |
| Wilhelm Hopf              | Part.    | 773     | 6 %    | 0           |
| 0                         | Sonstige | 12      | 0,1    | 0           |

### 1878
Es fand nur ein Wahlgang statt. Die Zahl der Wahlberechtigten betrug 25082. 14044 Stimmen wurden abgegeben, die Wahlbeteiligung betrug 56 %.Die Zahl der gültigen Stimmen betrug 14027.
| Kandidat            | Partei   | Stimmen | in %   | Anmerkungen                                                                |
| ------------------- | -------- | ------- | ------ | -------------------------------------------------------------------------- |
| Otto Bähr           | NL       | 7329    | 52,2 % | 0                                                                          |
| Hermann von Jaeckel | DRP      | 4085    | 29,1 % | 0                                                                          |
| Konrad Hahne        | Zentrum  | 213     | 1,5 %  | Pfarrer und Dechant in Kassel, 1866 Domkapitular in Fulda, Bistumsverweser |
| Wilhelm Frick(s)    | SPD      | 2364    | 16,9 % | 0                                                                          |
| 0                   | Sonstige | 36      | 0,3    | 0                                                                          |

Nach der Ernennung von Bähr zum Reichsgerichtsrat erklärte der Reichstag am 18. März 1880 sein Mandat für erloschen.

### Ersatzwahl 1880
Bei der Ersatzwahl am 23. Mai 1880 fand nur ein Wahlgang statt. Die Zahl der gültigen Stimmen betrug 13071.
| Kandidat              | Partei   | Stimmen | in %   | Anmerkungen               |
| --------------------- | -------- | ------- | ------ | ------------------------- |
| Philipp Schwarzenberg | DFP      | 8126    | 62,2 % | 0                         |
| Otto Göbell           | K        | 1553    | 11,9 % | Landgerichtsrat in Kassel |
| Otto Bähr             | Lib      | 1866    | 14,3 % | 0                         |
| Wilhelm Frick(s)      | SPD      | 1519    | 11,6 % | 0                         |
| 0                     | Sonstige | 7       | 0      | 0                         |

### 1881
Es fanden zwei Wahlgänge statt. Die Zahl der Wahlberechtigten betrug 26956. 1358 Stimmen wurden im ersten Wahlgang abgegeben, die Wahlbeteiligung betrug 50,4 %.Die Zahl der gültigen Stimmen betrug 13535.
| Kandidat              | Partei   | Stimmen | in %   | Anmerkungen                         |
| --------------------- | -------- | ------- | ------ | ----------------------------------- |
| Philipp Schwarzenberg | DFP      | 6524    | 48,2 % | 0                                   |
| Vitus Kraus           | K        | 3806    | 28,1 % | Brauereibesitzer in Kassel          |
| Wilhelm Wittich       | NL       | 1648    | 12,2 % | Direktor der Realschule I in Kassel |
| Wilhelm Pfannkuch     | SPD      | 1534    | 11,3 % | 0                                   |
| 0                     | Sonstige | 23      | 0,2    | 0                                   |

14382 Stimmen wurden in der Stichwahl abgegeben, die Wahlbeteiligung betrug 53,4 %.Die Zahl der gültigen Stimmen betrug 14313.
| Kandidat              | Partei | Stimmen | in %   | Anmerkungen |
| --------------------- | ------ | ------- | ------ | ----------- |
| Philipp Schwarzenberg | DFP    | 9512    | 66,5 % | 0           |
| Vitus Kraus           | K      | 4801    | 33,5 % | 0           |

### 1884
Es fanden zwei Wahlgänge statt. Die Zahl der Wahlberechtigten betrug 25420. 15049 Stimmen wurden im ersten Wahlgang abgegeben, die Wahlbeteiligung betrug 59,2 %.Die Zahl der gültigen Stimmen betrug 14983.
| Kandidat              | Partei   | Stimmen | in %   | Anmerkungen |
| --------------------- | -------- | ------- | ------ | ----------- |
| Franz Lotz            | K        | 4050    | 27 %   | 0           |
| Ludwig Enneccerus     | NL       | 3438    | 23 %   | 0           |
| Philipp Schwarzenberg | DFP      | 3286    | 21,9 % | 0           |
| Wilhelm Pfannkuch     | SPD      | 4198    | 28 %   | 0           |
| 0                     | Sonstige | 11      | 0,1    | 0           |

15865 Stimmen wurden in der Stichwahl abgegeben, die Wahlbeteiligung betrug 62,4 %.Die Zahl der gültigen Stimmen betrug 15658.
| Kandidat          | Partei | Stimmen | in %   | Anmerkungen |
| ----------------- | ------ | ------- | ------ | ----------- |
| Franz Lotz        | K      | 7876    | 50,3 % | 0           |
| Wilhelm Pfannkuch | SPD    | 7782    | 49,7 % | 0           |

### 1887
Es fand nur ein Wahlgang statt. Die Zahl der Wahlberechtigten betrug 26597. 19822 Stimmen wurden abgegeben, die Wahlbeteiligung betrug 74,7 %.Die Zahl der gültigen Stimmen betrug 19822.
| Kandidat           | Partei   | Stimmen | in %   | Anmerkungen |
| ------------------ | -------- | ------- | ------ | ----------- |
| Ernst von Weyrauch | K        | 11711   | 59,1 % | 0           |
| Otto Böckel        | AS       | 189     | 1 %    | 0           |
| Albert Hänel       | DFrP     | 1484    | 7,5 %  | 0           |
| Wilhelm Pfannkuch  | SPD      | 6412    | 32,3 % | 0           |
| 0                  | Sonstige | 25      | 0,1    | 0           |

22089 Stimmen wurden in der Stichwahl abgegeben, die Wahlbeteiligung betrug 77,4 %.Die Zahl der gültigen Stimmen betrug 21958.
| Kandidat           | Partei | Stimmen | in %   | Anmerkungen |
| ------------------ | ------ | ------- | ------ | ----------- |
| Ernst von Weyrauch | K      | 11735   | 53,4 % | 0           |
| Wilhelm Pfannkuch  | SPD    | 10223   | 46,6 % | 0           |

### 1890
Es fanden zwei Wahlgänge statt. Die Zahl der Wahlberechtigten betrug 28545. 20409 Stimmen wurden im ersten Wahlgang abgegeben, die Wahlbeteiligung betrug 71,5 %.Die Zahl der gültigen Stimmen betrug 20337.
| Kandidat           | Partei   | Stimmen | in %   | Anmerkungen |
| ------------------ | -------- | ------- | ------ | ----------- |
| Ernst von Weyrauch | K        | 5966    | 29,3 % | 0           |
| Paul Förster       | DRefP    | 3028    | 14,9 % | 0           |
| Wilhelm Seelig     | DFrP     | 2158    | 10,6 % | 0           |
| Wilhelm Pfannkuch  | SPD      | 9170    | 45,1 % | 0           |
| 0                  | Sonstige | 15      | 0,1    | 0           |

22089 Stimmen wurden in der Stichwahl abgegeben, die Wahlbeteiligung betrug 77,4 %.Die Zahl der gültigen Stimmen betrug 21958.
| Kandidat           | Partei | Stimmen | in %   | Anmerkungen |
| ------------------ | ------ | ------- | ------ | ----------- |
| Ernst von Weyrauch | K      | 11735   | 53,4 % | 0           |
| Wilhelm Pfannkuch  | SPD    | 10223   | 46,6 % | 0           |

### Ersatzwahl 1891
Bei der Ersatzwahl am 16. Juli 1891 fanden zwei Wahlgänge statt. 19254 Stimmen wurden im ersten Wahlgang abgegeben. Die Zahl der gültigen Stimmen betrug 19230.
| Kandidat                        | Partei   | Stimmen | in %   | Anmerkungen                                       |
| ------------------------------- | -------- | ------- | ------ | ------------------------------------------------- |
| Friedrich Karl Endemann         | NL       | 4528    | 23,5 % | 0                                                 |
| Paul Förster                    | DSozP    | 4134    | 21,5 % | 0                                                 |
| Georg von Alvensleben-Rusteberg | K        | 1359    | 7,1 %  | Herr auf Rusteberg, Kammerherr, Major der Reserve |
| Wilhelm Pfannkuch               | SPD      | 7872    | 40,9 % | 0                                                 |
| Julius Martin                   | HessRP   | 1324    | 6,9 %  | 0                                                 |
| 0                               | Sonstige | 13      | 0,1    | 0                                                 |

21013 Stimmen wurden in der Stichwahl abgegeben. Die Zahl der gültigen Stimmen betrug 20885.
| Kandidat                | Partei | Stimmen | in %   | Anmerkungen |
| ----------------------- | ------ | ------- | ------ | ----------- |
| Friedrich Karl Endemann | NL     | 11183   | 53,5 % | 0           |
| Wilhelm Pfannkuch       | SPD    | 9702    | 46,5 % | 0           |

### 1893
Es fanden zwei Wahlgänge statt. Die Zahl der Wahlberechtigten betrug 31298. 22850 Stimmen wurden im ersten Wahlgang abgegeben, die Wahlbeteiligung betrug 73 %.Die Zahl der gültigen Stimmen betrug 22813.
| Kandidat                | Partei   | Stimmen | in %   | Anmerkungen |
| ----------------------- | -------- | ------- | ------ | ----------- |
| Gustav Hüpeden          | K        | 5080    | 22,3 % | 0           |
| Friedrich Karl Endemann | NL       | 4702    | 20,6 % | 0           |
| Richard Eickhoff        | FrVP     | 1639    | 7,2 %  | 0           |
| Wilhelm Pfannkuch       | SPD      | 9262    | 40,6 % | 0           |
| Julius Martin           | HessRP   | 2126    | 9,3 %  | 0           |
| 0                       | Sonstige | 4       | 0      | 0           |

23235 Stimmen wurden in der Stichwahl abgegeben, die Wahlbeteiligung betrug 74,2 %.Die Zahl der gültigen Stimmen betrug 23035.
| Kandidat          | Partei | Stimmen | in %   | Anmerkungen |
| ----------------- | ------ | ------- | ------ | ----------- |
| Gustav Hüpeden    | K      | 11922   | 51,8 % | 0           |
| Wilhelm Pfannkuch | SPD    | 11113   | 48,2 % | 0           |

### 1898
Es fanden zwei Wahlgänge statt. Die Zahl der Wahlberechtigten betrug 34981. 23502 Stimmen wurden im ersten Wahlgang abgegeben, die Wahlbeteiligung betrug 67,2 %.Die Zahl der gültigen Stimmen betrug 23465.
| Kandidat                | Partei   | Stimmen | in %   | Anmerkungen                                                                                |
| ----------------------- | -------- | ------- | ------ | ------------------------------------------------------------------------------------------ |
| Friedrich Karl Endemann | NL       | 6268    | 26,7 % | 0                                                                                          |
| Karl Thiel              | SPD      | 10357   | 44,1 % | Redakteur sozialdemokratischer Zeitungen, darunter 1897 bis 1907 das Kasseler „Volksblatt“ |
| Richard Müller          | Zentrum  | 483     | 2,1 %  | 0                                                                                          |
| Julius Martin           | HesRP    | 1240    | 5,3 %  | 0                                                                                          |
| Wilhelm Schack          | DSozRefP | 5087    | 21,7 % | 0                                                                                          |
| 0                       | Sonstige | 30      | 0,1    | 0                                                                                          |

25845 Stimmen wurden in der Stichwahl abgegeben, die Wahlbeteiligung betrug 73,9 %.Die Zahl der gültigen Stimmen betrug 25658.
| Kandidat                | Partei | Stimmen | in %   | Anmerkungen |
| ----------------------- | ------ | ------- | ------ | ----------- |
| Friedrich Karl Endemann | NL     | 13245   | 51,6 % | 0           |
| Karl Thiel              | SPD    | 12413   | 48,4 % | 0           |

### 1903
Es fanden zwei Wahlgänge statt. Die Zahl der Wahlberechtigten betrug 40460. 31048 Stimmen wurden im ersten Wahlgang abgegeben, die Wahlbeteiligung betrug 76,7 %.Die Zahl der gültigen Stimmen betrug 30919.
| Kandidat                 | Partei   | Stimmen | in %   | Anmerkungen |
| ------------------------ | -------- | ------- | ------ | ----------- |
| Wilhelm Lattmann         | DSozP    | 7778    | 25,2 % | 0           |
| Karl Thiel               | SPD      | 14548   | 47 %   | 0           |
| Wilhelm Albert Beinhauer | NL       | 7629    | 24,7 % | 0           |
| Richard Müller           | Zentrum  | 784     | 2,5 %  | 0           |
| Friedrich Naumann        | NS       | 163     | 0,5 %  | 0           |
| 0                        | Sonstige | 17      | 0,1    | 0           |

32773 Stimmen wurden in der Stichwahl abgegeben, die Wahlbeteiligung betrug 81 %.Die Zahl der gültigen Stimmen betrug 32516.
| Kandidat         | Partei | Stimmen | in %   | Anmerkungen |
| ---------------- | ------ | ------- | ------ | ----------- |
| Wilhelm Lattmann | DSozP  | 16703   | 51,4 % | 0           |
| Karl Thiel       | SPD    | 15813   | 48,6 % | 0           |

### 1907
Es fanden zwei Wahlgänge statt. Die Zahl der Wahlberechtigten betrug 45119. 39632 Stimmen wurden im ersten Wahlgang abgegeben, die Wahlbeteiligung betrug 87,8 %.Die Zahl der gültigen Stimmen betrug 39392.
| Kandidat          | Partei   | Stimmen | in %   | Anmerkungen |
| ----------------- | -------- | ------- | ------ | ----------- |
| Wilhelm Lattmann  | DSozP    | 11788   | 29,9 % | 0           |
| Heinrich Hüttmann | SPD      | 17073   | 43,3 % | 0           |
| Theodor Schröder  | NL       | 9477    | 24,1 % | 0           |
| Louis Wolff       | Freisinn | 290     | 0,7 %  | 0           |
| Julius Martin     | HessRP   | 739     | 1,9 %  | 0           |
| 0                 | Sonstige | 25      | 0,1    | 0           |

40060 Stimmen wurden in der Stichwahl abgegeben, die Wahlbeteiligung betrug 88,8 %.Die Zahl der gültigen Stimmen betrug 39605.
| Kandidat          | Partei | Stimmen | in %   | Anmerkungen |
| ----------------- | ------ | ------- | ------ | ----------- |
| Wilhelm Lattmann  | DSozP  | 21555   | 54,4 % | 0           |
| Heinrich Hüttmann | SPD    | 18050   | 45,6 % | 0           |

### 1912
Es fanden zwei Wahlgänge statt. Die Zahl der Wahlberechtigten betrug 49106. 45066 Stimmen wurden im ersten Wahlgang abgegeben, die Wahlbeteiligung betrug 91,8 %.Die Zahl der gültigen Stimmen betrug 44787.
| Kandidat           | Partei   | Stimmen | in %   | Anmerkungen |
| ------------------ | -------- | ------- | ------ | ----------- |
| Heinrich Hüttmann  | SPD      | 21814   | 48,7 % | 0           |
| Wilhelm Lattmann   | DSozP    | 9374    | 20,9 % | 0           |
| Theodor Schröder   | NL       | 13342   | 29,8 % | 0           |
| Richard Breithaupt | DRP      | 251     | 0,6 %  | 0           |
| 0                  | Sonstige | 6       | 0      | 0           |

45703 Stimmen wurden in der Stichwahl abgegeben, die Wahlbeteiligung betrug 93,1 %.Die Zahl der gültigen Stimmen betrug 45163.
| Kandidat          | Partei | Stimmen | in %   | Anmerkungen |
| ----------------- | ------ | ------- | ------ | ----------- |
| Heinrich Hüttmann | SPD    | 22980   | 50,9 % | 0           |
| Theodor Schröder  | NL     | 22183   | 49,1 % | 0           |